# Sani (Mauritanie)
Pour les articles homonymes, voir Sani.
Sani (en arabe : ساني) est une commune rurale du sud de la Mauritanie, située dans le département de Kankossa de la région d'Assaba.

## Géographie
La commune de Sani est située au sud dans la région d'Assaba et elle s'étend sur 1 512 km2.
Elle est délimitée au nord par les communes de Kouroudjel et de El Melgue, à l’est par la commune de Blajmil, au sud par les communes de Kankossa et de Lahraj, à l'ouest par la commune de Legrane.

## Histoire
Sani a été érigée en commune par l'ordonnance du 20 octobre 1987 instituant les communes de Mauritanie.

## Démographie
Lors du Recensement général de la population et de l'habitat (RGPH) de 2000, Sani comptait 8 928 habitants.
Lors du RGPH de 2013, la commune en comptait 9 295, soit une croissance annuelle de 0,33 % sur 13 ans.

## Économie
L'agriculture est au centre de l'économie de Sani, comme quasiment toutes les communes de la région. Mais cette économie est fragile car elle rencontre des obstacles à son développement, notamment les conditions climatiques ou le manque de moyens des agriculteurs. Pour faire face à ces obstacles, l'état ou différentes ONG financent des projets qui améliorent les conditions de vie des habitants.

## Éducation
La commune de Sani possède un collège, construit en 2020 dans le cadre du programme "Taahoudaty" visant à moderniser le système éducatif et à améliorer son niveau et sa qualité.